# November 2009
Portal Geschichte | Portal Biografien | Aktuelle Ereignisse | Jahreskalender | Tagesartikel

◄ |
20. Jahrhundert |
21. Jahrhundert

◄ |
1970er |
1980er |
1990er |
2000er
| 2010er | 2020er | 2030er | ►

◄ |
2005 |
2006 |
2007 |
2008 |
2009
| 2010 | 2011 | 2012 | 2013 | ►

◄ |
August 2009 |
September 2009 |
Oktober 2009 |
November 2009 |
Dezember 2009 |
Januar 2010 |
Februar 2010 |
►
Dieser Artikel behandelt tagesbezogene Nachrichten und Ereignisse im November 2009.

## Tagesgeschehen

### Sonntag, 1. November 2009
- Berlin/Deutschland: Der Bremer Bürgermeister Jens Böhrnsen (SPD) tritt sein Amt als Präsident des Bundesrates an.[1]
- Genf/Schweiz: Die Weltgesundheitsorganisation gibt bekannt, dass ihr gegenwärtig medizinische Nachweise für die Schweinegrippe-Pandemie H1N1 aus 199 Ländern beziehungsweise Überseeterritorien vorliegen.[2]
- Sacha/Russland: Beim Absturz eines Flugzeugs vom Typ Iljuschin Il-76 in der nordsibirischen Region Sacha kommen alle elf Insassen ums Leben.[3]

### Montag, 2. November 2009

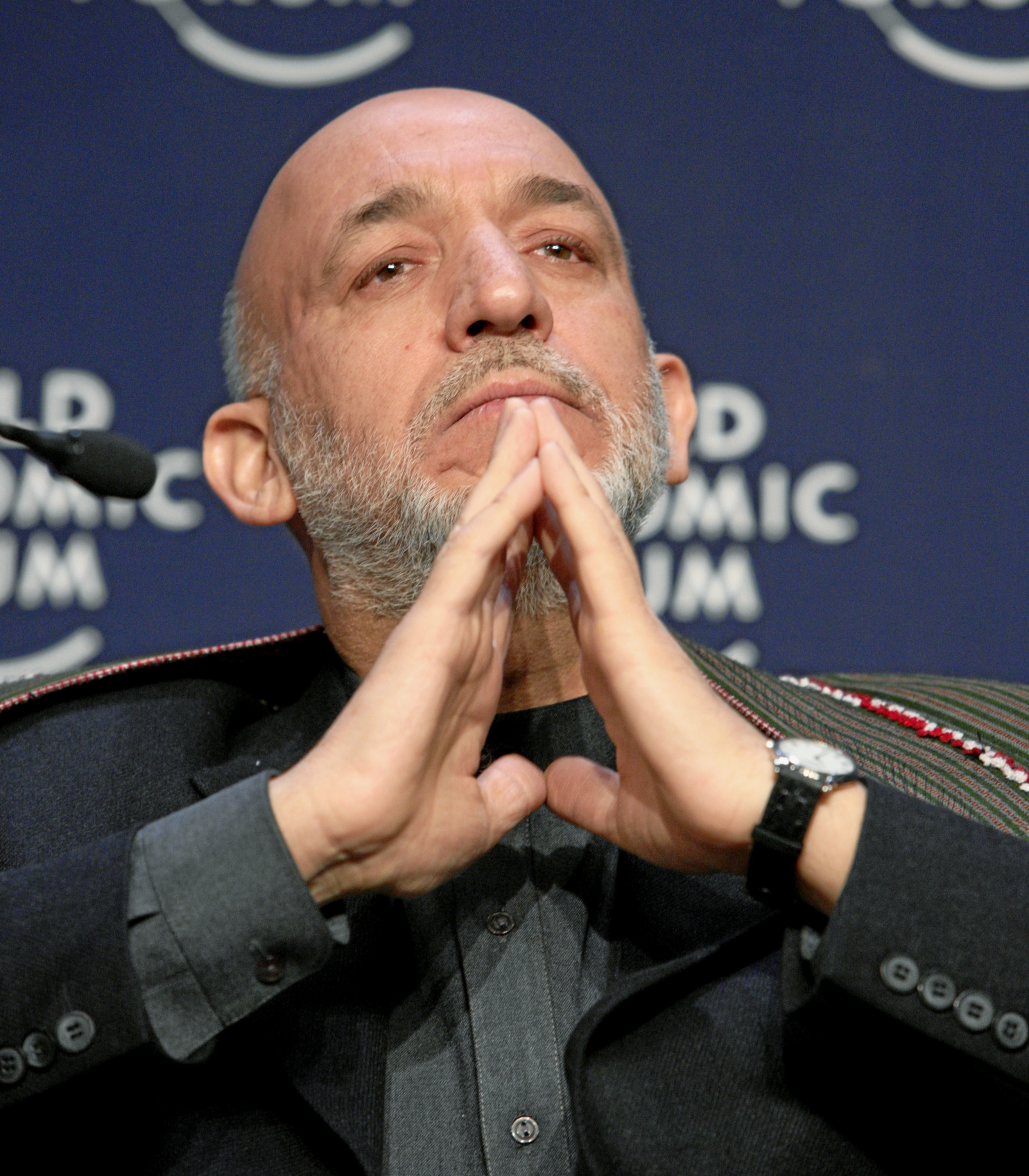
Hamid Karzai

- Barcelona/Spanien: Die letzte vorbereitende Konferenz zum Weltklimagipfel der Vereinten Nationen im Dezember in Kopenhagen beginnt.[4]
- Kabul/Afghanistan: Nach der Absage der Stichwahl infolge des Verzichts von Herausforderer Abdullah Abdullah wird Amtsinhaber Hamid Karzai von der Wahlkommission zum Sieger erklärt.[5]
- München/Deutschland: Das Amtsgericht eröffnet das Insolvenzverfahren gegen den Damenmodehersteller Escada.[6]
- Rawalpindi/Pakistan: Bei einem Selbstmordattentat in der Nähe eines Luxushotels werden mindestens 30 Menschen getötet.[7]

### Dienstag, 3. November 2009

Logo von General Motors

- Brünn, Prag/Tschechische Republik: Das Verfassungsgericht erklärt den Vertrag von Lissabon für verfassungskonform. Anschließend unterzeichnet Präsident Václav Klaus in Prag das Vertragswerk, womit die Ratifikation des Vertrages in allen 27 EU-Mitgliedstaaten abgeschlossen ist.[8][9]
- Detroit / Vereinigte Staaten: General Motors spricht sich gegen den Verkauf von Opel an Magna International aus; die Tochtergesellschaft soll im Konzern verbleiben.[10]
- Straßburg/Frankreich: Kruzifixe in öffentlichen Schulen Italiens sind nach einem Urteil des Europäischen Gerichtshofes für Menschenrechte unvereinbar mit der Europäischen Menschenrechtskonvention und verstoßen gegen das Gebot der Religionsfreiheit.[11]
- Vietnam: Der Tropensturm „Mirinae“ kostet mindestens elf Menschen das Leben. Allein in der Provinz Phu Yen ertranken zehn Bewohner, nachdem schwere Regenfälle zu Überflutungen führten.[12]
- Washington, D.C. / Vereinigte Staaten: Während ihres Staatsbesuchs spricht die deutsche Bundeskanzlerin Angela Merkel vor dem US-Kongress.[13]

### Mittwoch, 4. November 2009
- Laschkar Gah/Afghanistan: Ein afghanischer Polizist erschießt in der Provinz Helmand fünf britische Soldaten.[14]
- Stockholm/Schweden: Die Regierungschefs von Kroatien und Slowenien unterzeichnen unter der Schirmherrschaft des EU-Ratspräsidenten ein Abkommen, mit dem die langjährigen Grenzstreitigkeiten in der Adria an ein EU-Schiedsgericht delegiert werden. Damit endet die Blockade der Beitrittsverhandlungen Kroatiens durch Slowenien.[15]
- Wien/Österreich: Der Skispringer Wolfgang Loitzl und die Schwimmerin Mirna Jukić werden zu den Sportlern des Jahres gekürt. Die Kletterin Johanna Ernst wird zur Newcomerin des Jahres gewählt.[16]

### Donnerstag, 5. November 2009

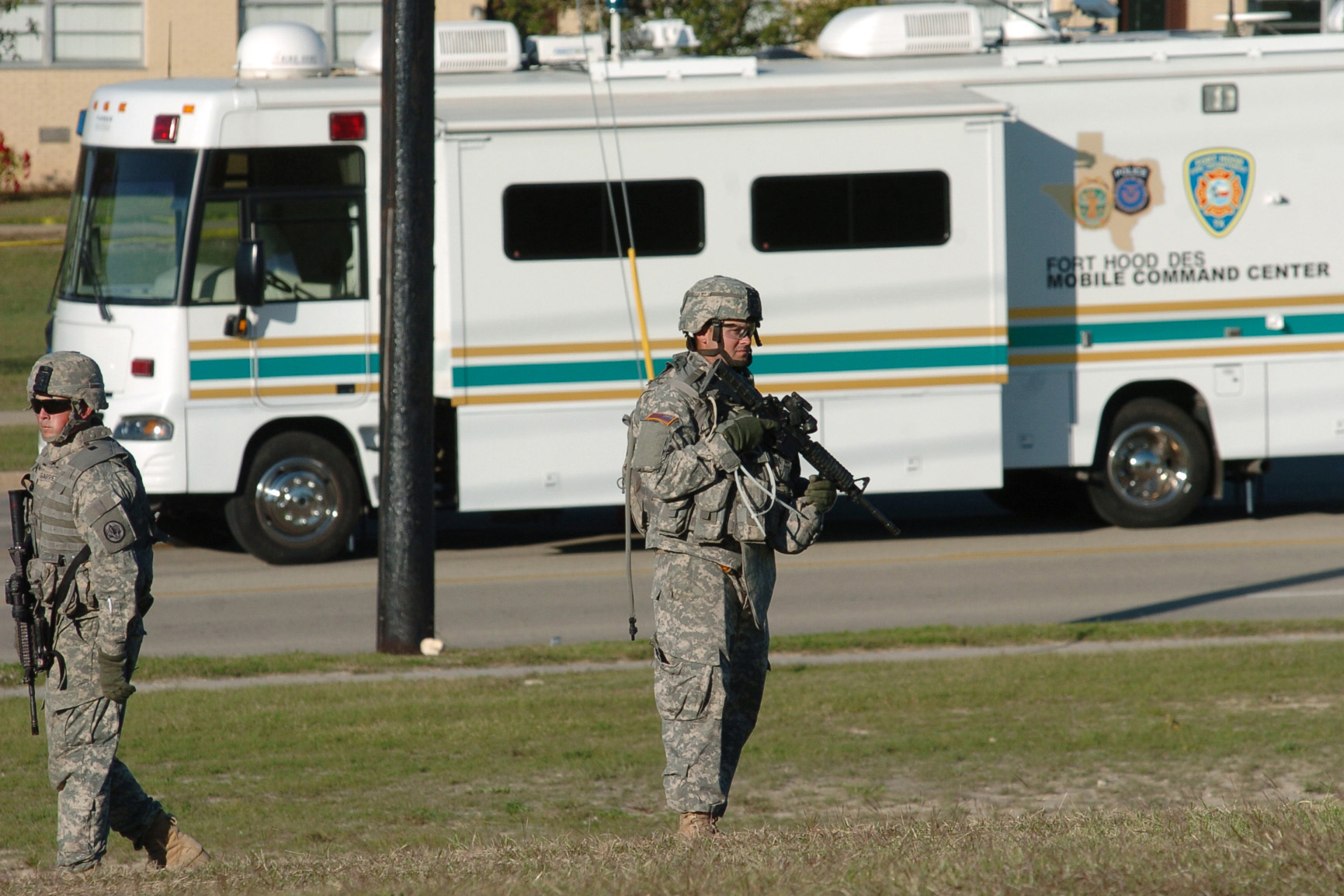
Nach dem Amoklauf in Fort Hood

- Bell County / Vereinigte Staaten: Bei einem Amoklauf auf dem US-Militärstützpunkt Fort Hood in Texas werden 13 Menschen getötet und 30 weitere werden zum Teil schwer verletzt. Als Täter konnte der 39-jährige Heeresangehörige Major Malik Nadal Hasan identifiziert werden.[17]
- Berlin/Deutschland: Bei der Verleihung der MTV Europe Music Awards werden Tokio Hotel als beste Gruppe sowie Beyoncé und Eminem als beste Künstler ausgezeichnet.[18]
- Den Haag/Niederlande: Der Prozess gegen den mutmaßlichen serbischen Kriegsverbrecher Radovan Karadžić wird unterbrochen und soll Anfang März 2010 fortgesetzt werden. Das Gericht beauftragt einen Pflichtverteidiger mit dem Fall, der sich erst einarbeiten muss.[19]
- New York / Vereinigte Staaten: Nach dem UN-Menschenrechtsrat stimmt die Generalversammlung der Vereinten Nationen einer Annahme des Goldstone-Berichtes zu, womit Israel und die Palästinensische Autonomiebehörde aufgefordert werden, mögliche Menschenrechtsverletzungen während des Gazakrieges vom Anfang des Jahres innerhalb von drei Monaten zu untersuchen.[20]
- Stockholm/Schweden: Nach Dänemark erteilen Finnland und Schweden die Erlaubnis zum Bau des Nord Stream, einer Gasleitung, durch die Ostsee.[21]

### Freitag, 6. November 2009

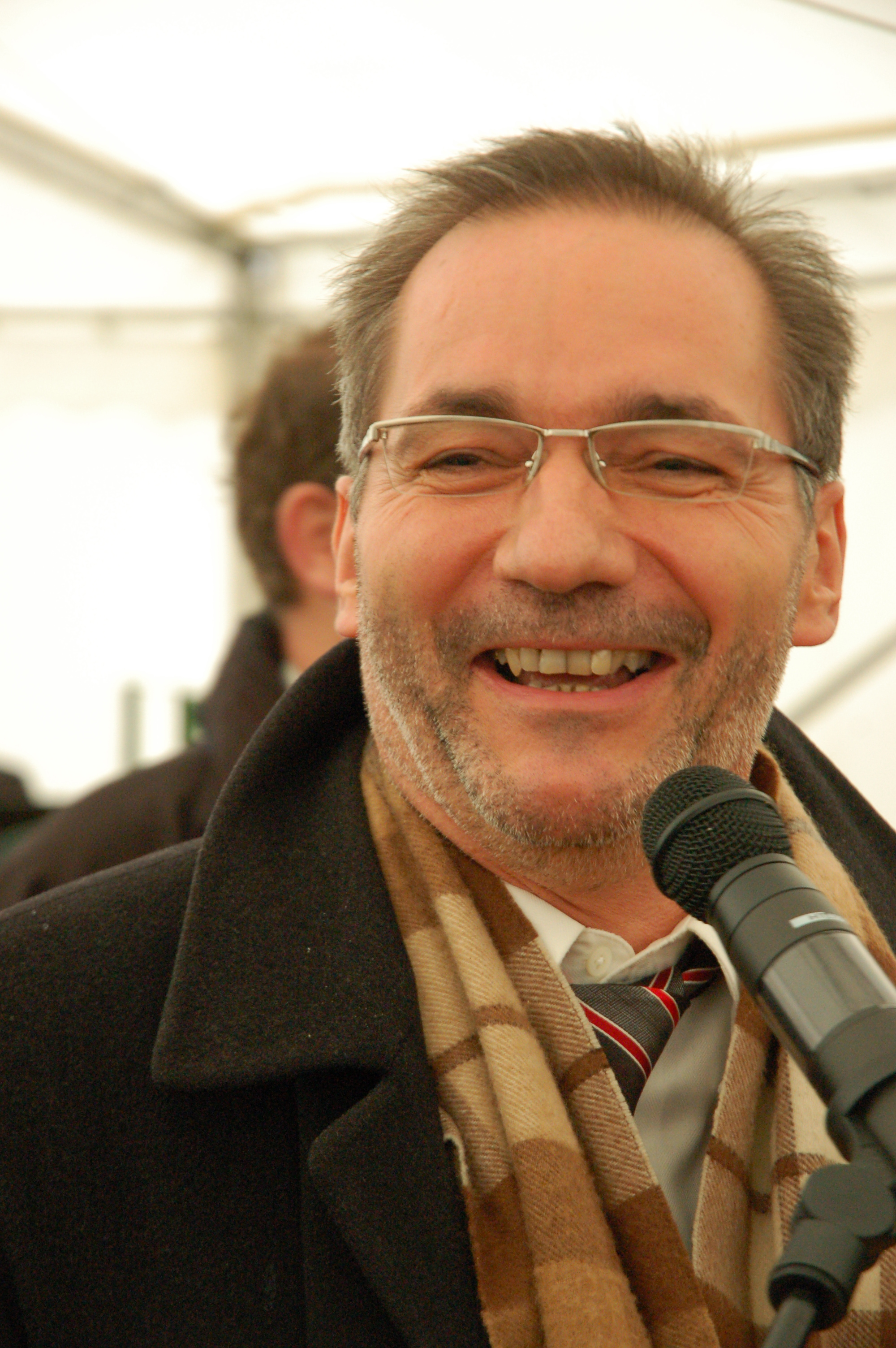
Matthias Platzeck

- Karlsruhe/Deutschland: Der Bundesanwaltschaft werden Akten zum Luftangriff der ISAF in Afghanistan vom 4. September 2009 auf zwei von Taliban entführte Tanklastzüge vorgelegt. Die Generalstaatsanwaltschaft Dresden verweist hierzu auf eine mögliche Zuständigkeit aufgrund Verstößen gegen das deutsche Völkerstrafgesetzbuch.[22]
- Potsdam/Deutschland: Der Landtag Brandenburg wählt mit 54 zu 32 Stimmen den seit 2002 amtierenden Regierungschef im Land Brandenburg Matthias Platzeck (SPD) erneut zum Ministerpräsidenten. Er wird einer rot-roten Koalition vorstehen.[23]

### Samstag, 7. November 2009
- Andorra la Vella/Andorra: Beim Einsturz einer Straßenbrücke kommen mindestens fünf Bauarbeiter ums Leben.[24]
- Köln/Deutschland: Grundsteinlegung für den Neubau der DITIB-Zentralmoschee.[25]
- Österreich: Die nunmehr dritte Lange Nacht der Forschung bringt mit fast 400.000 Besuchern an 570 Stationen einen neuen Teilnehmerrekord. Etwa 2.000 Wissenschaftler von Hochschulen, Forschungsinstituten und Unternehmen sind im Einsatz.[26]
- Quang Nam/Vietnam: Nach dem Durchzug von Tropensturm „Mirinae“ werden bei einem schweren Erdrutsch mindestens 13 Menschen getötet.[27]
- Sachalin/Russland: Beim Absturz eines russischen Militärflugzeuges im Fernen Osten des Landes kommen alle elf Insassen ums Leben.[28]

### Sonntag, 8. November 2009
- Peschawar/Pakistan: Ein Selbstmordattentäter tötet mindestens zehn Menschen.[29]
- San Salvador/El Salvador: Auf seinem Weg in den Golf von Mexiko richtet der Hurrikan „Ida“ im mittelamerikanischen Land schwere Verwüstungen an. Bei Überschwemmungen und Erdrutschen sterben mindestens 152 Menschen.[30][31]
- Washington, D.C. / Vereinigte Staaten: Das Repräsentantenhaus verabschiedet ein Gesetz zur Reform des Gesundheitssystems.[32]

### Montag, 9. November 2009

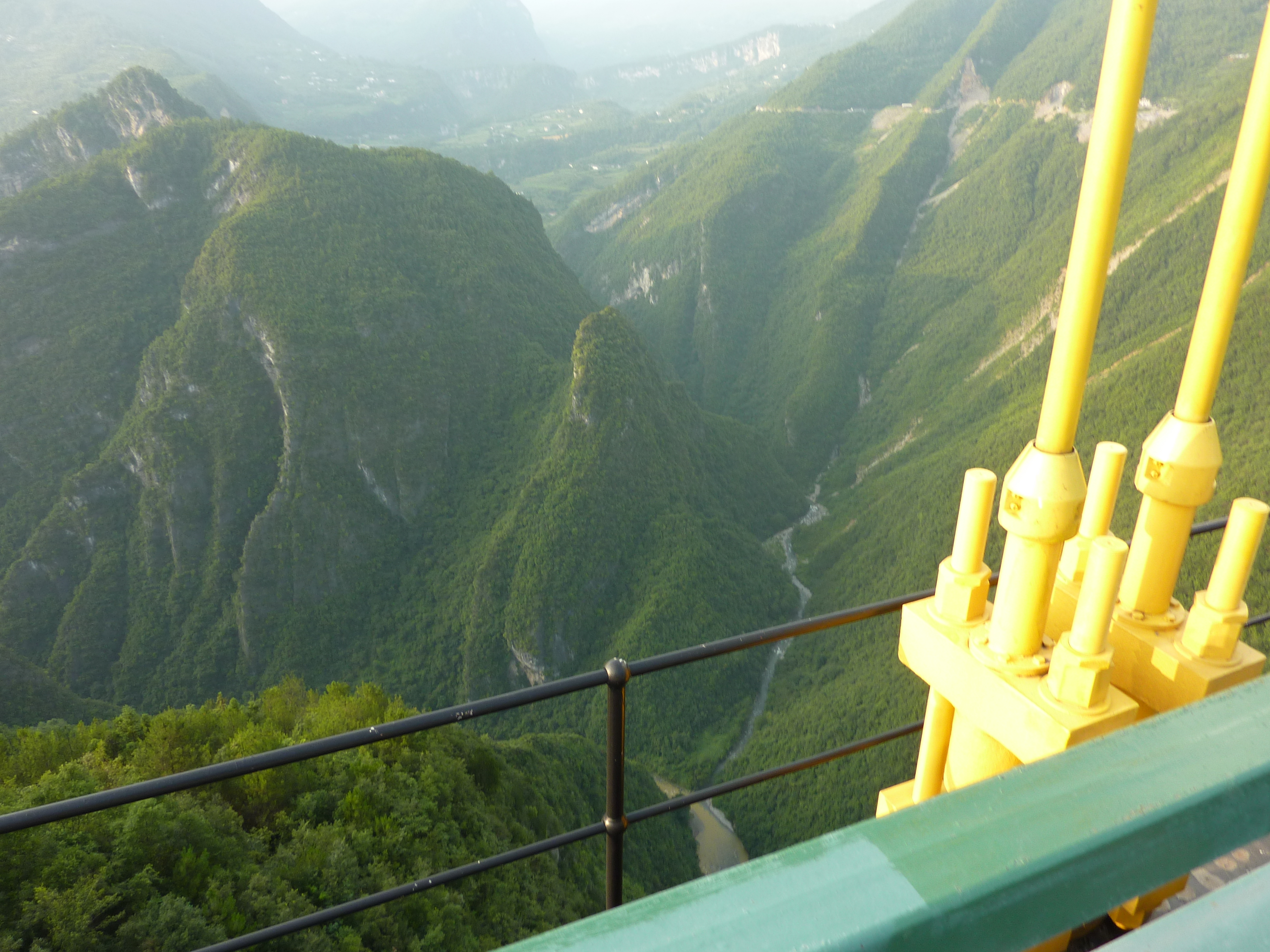
Aussicht von der Siduhe-Brücke

- Badong/China: Die höchste Brücke der Welt wird im Kreis Badong eröffnet. Zwischen Fahrbahn und Flussbett weist die Siduhe-Brücke 472 m Höhendifferenz auf.[33]
- Berlin/Deutschland: Zum 20. Jahrestag des Falls der Berliner Mauer reisen 30 Staats- und Regierungschefs an, um an den Feierlichkeiten teilzunehmen. Höhepunkt beim Fest der Freiheit ist ein symbolischer Mauerfall, repräsentiert durch 1000 bemalte, riesige Dominosteine. Daneben wurde den Novemberpogromen von 1938 gedacht, bei denen Synagogen und jüdische Geschäfte geplündert wurden.[34]
- Berlin/Deutschland: Mit der Unterzeichnung des Fusionsvertrags zwischen der Barmer Ersatzkasse und der Gmünder Ersatzkasse entsteht am 1. Januar 2010 unter dem Namen Barmer GEK die größte deutsche Krankenkasse.[35]
- Caracas/Venezuela: Nach der Unterzeichnung eines umstrittenen Militärabkommens zwischen den Vereinigten Staaten und Kolumbien ruft Präsident Hugo Chávez zur Vorbereitung auf einen möglichen Krieg mit dem Nachbarland auf.[36]
- Jakarta/Indonesien: Der Monsun fordert in Südostasien mindestens 25 Menschenleben.[37]
- Peschawar/Pakistan: Bei einem Selbstmordattentat werden drei Menschen getötet und fünf weitere verletzt.[38]
- Saarbrücken/Deutschland: CDU-Landeschef Peter Müller, FDP-Landeschef Christoph Hartmann und die Grünen-Vorsitzenden Hubert Ulrich und Claudia Willger-Lambert unterzeichnen den Koalitionsvertrag und begründen damit die erste Jamaika-Koalition auf Landesebene.[39]
- Sumbawa/Indonesien: Bei einem Erdbeben der Stärke 6,7 Mw kommen zwei Menschen ums Leben.[40]

### Dienstag, 10. November 2009

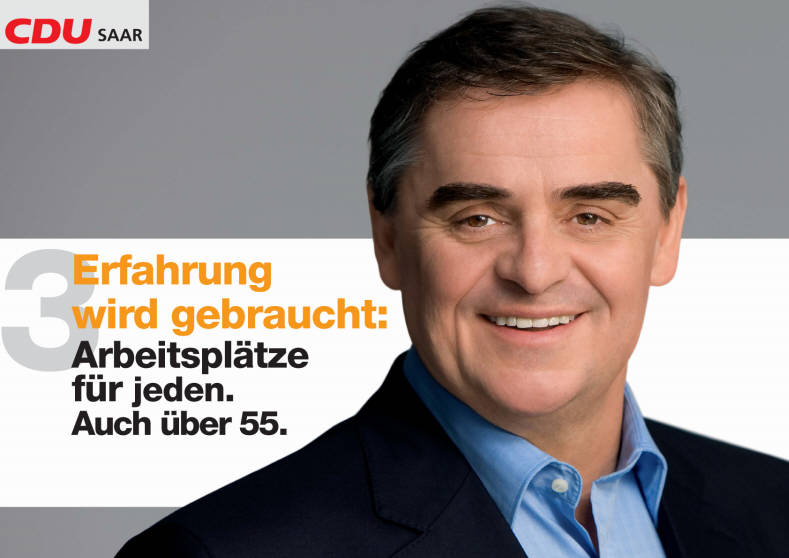
Wahlplakat der CDU Saar

- Bangkok/Thailand: Nach mehreren Überschwemmungen und Schlammlawinen kommen 18 Menschen ums Leben.[41]
- Brasilien, Paraguay: Nach einem Stromausfall sind weite Teile Brasiliens und Teile Paraguays mehrere Stunden ohne Strom. Wahrscheinlicher Auslöser waren Sturmschäden an Hochspannungsleitungen zum Wasserkraftwerk Itaipú, das rund 20 Prozent der Stromversorgung des Landes abdeckt.[42]
- Charsadda/Pakistan: Beim dritten Attentat im Nordwesten des Landes innerhalb von drei Tagen werden auf einem belebten Markt mindestens 20 Menschen getötet.[43]
- Gelbes Meer: Im Gelben Meer kommt es erstmals seit sieben Jahren zu einem Feuergefecht zwischen nord- und südkoreanischen Kriegsschiffen.[44]
- Jarratt / Vereinigte Staaten: John Allen Muhammad, der mit seinem Komplizen Lee Boyd Malvo für die Beltway Sniper Attacks von 2002 verantwortlich war, wird durch die Giftspritze hingerichtet.[45]
- Saarbrücken/Deutschland: Der Landtag des Saarlandes wählt den CDU-Politiker Peter Müller zum dritten Mal zum Ministerpräsidenten des Saarlands.[46]
- Tamil Nadu / Indien: Bei einem Erdrutsch im Süden des Landes kommen mindestens 39 Menschen ums Leben.[47]
- Walterboro / Vereinigte Staaten: Bei einer Schießerei im US-Bundesstaat South Carolina werden drei Menschen getötet.[48]

### Mittwoch, 11. November 2009
- Deutschland: Ausgehend von der österreichischen Studenteninitiative „unibrennt“ werden auch in deutschen Städten Universitätsräume besetzt, z. B. in der Freien Universität Berlin, der Humboldt-Universität Berlin, der Universität Bielefeld, der Universität Hamburg, der Universität Hildesheim und der Universität Osnabrück.[49]

### Freitag, 13. November 2009

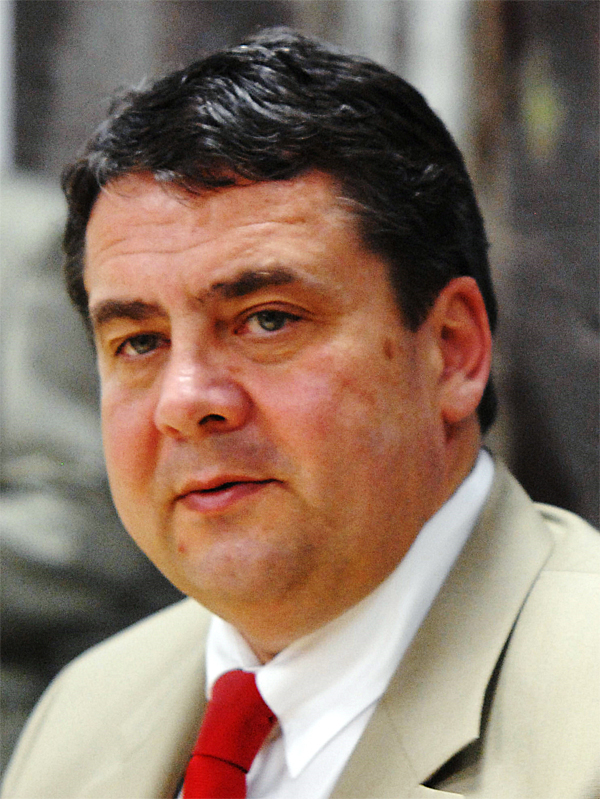
Sigmar Gabriel

- Dresden/Deutschland: Sigmar Gabriel wird auf dem Parteitag mit großer Mehrheit zum neuen SPD-Vorsitzenden gewählt.[50]
- Leeuwarden/Niederlande: Beim 11. Domino Day fallen 4.491.863 Domino-Steine nach Umstoßen des ersten Steins. Diese Zahl markiert einen neuen Weltrekord.[51]
- Madrid / Spanien und London / Vereinigtes Königreich: British Airways und Iberia kündigen ihre Fusion zur drittgrößten Fluggesellschaft weltweit an. Die beiden Gesellschaften streben den Abschluss der 7-Milliarden-US-Dollar-Fusion für Ende des Jahres 2010 an.[52]
- Mountain View / Vereinigte Staaten: Nach Angaben des Ames Research Centers der Weltraumorganisation NASA erbrachten die Instrumente der Mondsonde Lunar Crater Observation and Sensing Satellite erstmals einen Nachweis für die Existenz von Wasser auf dem Mond.[53]
- Peschawar/Pakistan: Bei zwei Anschlägen werden mindestens elf Menschen getötet und zahlreiche weitere verletzt. In Bannu werden drei Polizisten von einer Bombenexplosion getötet.[54]
- Shanxi/China: Bei den heftigsten Schneefällen seit mehreren Jahrzehnten kommen im Norden des Landes mindestens 38 Menschen ums Leben.[55]
- Uljanowsk/Russland: Ein Munitionsdepot wird von einer Serie heftiger Explosionen erschüttert, wobei mindestens ein Mensch stirbt und 35 weitere vermisst werden.[56]

### Samstag, 14. November 2009

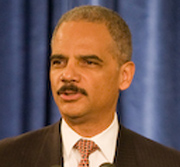
Eric Holder

- Washington, D.C. / Vereinigte Staaten: Justizminister Eric Holder kündigt an, die mutmaßlichen Drahtzieher der Terroranschläge vom 11. September 2001 wie Chalid Scheich Mohammed vor ein Zivilgericht in New York City zu stellen.[57]

### Sonntag, 15. November 2009

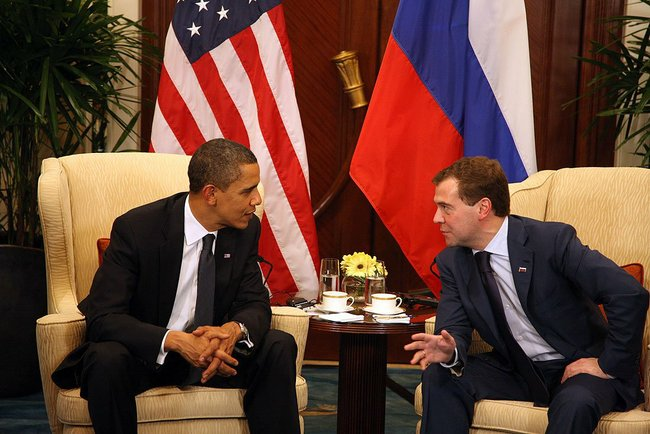
Obama und Medwedew beim APEC-Gipfel

- Abuja/Nigeria: Die Schweiz wird U-17-Fußball-Weltmeister mit einem 1:0-Sieg im Finale gegen den Gastgeber und Titelverteidiger aus Nigeria.[58]
- Basel/Schweiz: Die Erzählung Mehr Meer von Ilma Rakusa gewinnt den zum zweiten Mal vergebenen Schweizer Buchpreis.[59]
- Frankfurt am Main/Deutschland: Es wird bekannt, dass im November 2008 in einem Tonstudio der dritte Teil von Jeanny und noch viele weitere unveröffentlichte Lieder des 1998 verstorbenen Musikers Falco aufgefunden wurden. Er schrieb die Songs bereits in den 1980ern. Sie sollen im Dezember unter dem Albumtitel „Falco - Die Wahrheit“ veröffentlicht werden.[60]
- Hannover/Deutschland: 40.000 Menschen nehmen an der Gedenkfeier für den  Fußballspieler Robert Enke teil, der am 10. November Selbstmord beging. Er wird heute in Empede beigesetzt.[61]
- Jerusalem/Israel: Im festgefahrenen Friedensprozess wollen die Palästinenser international um Unterstützung für die einseitige Ausrufung eines eigenen Staates ersuchen.[62]
- Peschawar/Pakistan: Bei einem Selbstmordattentat und Gefechten zwischen Regierungstruppen und radikal-islamischen Aufständischen werden im Nordwesten des Landes mindestens elf Menschen getötet.[63]
- Singapur/Singapur: Auf dem 21. Gipfel der Asiatisch-Pazifischen Wirtschaftsgemeinschaft APEC versichern die Mitglieder einander, auf protektionistische Maßnahmen zu verzichten. Das Fernziel der Mitglieder ist seit 1989 eine Freihandelszone.[64]
- Stuttgart/Deutschland: Der Entertainer Harald Schmidt erhält für sein Engagement für die südwestdeutsche Region den Hans-Peter-Stihl-Preis.[65]

### Montag, 16. November 2009

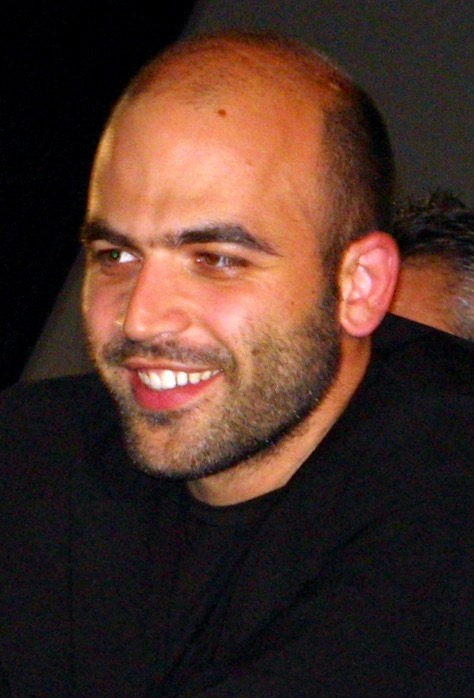
Roberto Saviano

- Kandahar/Afghanistan: Dutzende Kämpfer der radikal-islamischer Taliban stürmen im Süden des Landes einen Polizeiposten und töten dabei mindestens acht afghanische Sicherheitskräfte.[66]
- München/Deutschland: Der durch sein Buch über die Camorra bekannt gewordene italienische Autor Roberto Saviano wird mit dem Geschwister-Scholl-Preis ausgezeichnet.[67]
- Peschawar/Pakistan: Die Stadt wird erneut von einem Attentat erschüttert, wobei mindestens drei Menschen ums Leben kommen, als ein Selbstmordattentäter seine Autobombe nahe einer Polizeistation in einem Außenbezirk der Stadt zündet.[68]

### Dienstag, 17. November 2009
- Karlsruhe/Deutschland: Das Bundesverfassungsgericht veröffentlicht eine Entscheidung zur Volksverhetzung. Nach diesem Beschluss vom 4. November 2009 ist der speziell auf den Nationalsozialismus bezogene § 130 Abs. 4 StGB mit der Garantie der Meinungsfreiheit in Art. 5 Grundgesetz zu vereinbaren.[69]

### Mittwoch, 18. November 2009
- London / Vereinigtes Königreich, Waterloo / Belgien: In Europa lebenden Besitzern von Kreditkarten der Unternehmen Mastercard und Visa steht der größte Kreditkartenumtausch bevor, bei dem 100.000 Karten ausgetauscht werden müssten. Grund sei ein Datendiebstahl in Spanien.[70]
- Teheran/Iran: Wegen ihrer Teilnahme an Protesten gegen die umstrittene Präsidentschaftswahl werden fünf weitere Oppositionelle zum Tod verurteilt.[71]
- Wien/Österreich: Die Regierungskoalition einigt sich darauf, ab 2010 eingetragene Partnerschaften gleichgeschlechtlicher Paare zu erlauben.[72]

### Donnerstag, 19. November 2009
- Brüssel/Belgien: Die britische Politikerin Catherine Ashton, seit Oktober 2008 EU-Handelskommissarin, soll künftig das Amt der Hohen Vertreterin für Außen- und Sicherheitspolitik bekleiden und somit „EU-Außenministerin“ werden. Für das Amt des zukünftigen Ratspräsidenten wird der belgische Premierminister Herman Van Rompuy nominiert.[73]
- Kabul/Afghanistan: Hamid Karzai wird für eine zweite Amtszeit als Präsident vereidigt.[74]

### Freitag, 20. November 2009
- Den Haag/Niederlande: Der Londoner Rechtsanwalt Richard Harvey wird vom UN-Tribunal dem ehemaligen Serbenführer Radovan Karadžić als Verteidiger zur Seite gestellt.[75]
- Europa: Fünf Jahre nach der Affäre um den Schiedsrichter Robert Hoyzer stehen in einem neuen Wettskandal mindestens 200 Fußballspiele in neun europäischen Ländern unter Manipulationsverdacht.[76]
- Zürich/Schweiz: Die FIFA lehnt nach dem umstrittenen Fußball-WM-Qualifikationsspiel zwischen Frankreich und Irland (Thierry Henry berührte den entscheidenden Ball mit seiner Hand) die Bitte der Iren um eine Neuaustragung ab. Frankreich qualifiziert sich somit für die Fußball-Weltmeisterschaft 2010.[77]

### Samstag, 21. November 2009
- Burkina Faso, Deutschland: Der Investitionsschutzvertrag zwischen beiden Staaten tritt in Kraft.[78]
- Harrisburg / Vereinigte Staaten: Im Kernkraftwerk Three Mile Island kommt es zu einem Zwischenfall, bei dem geringe Mengen an radioaktiver Strahlung entweichen.[79]
- Heilongjiang/China: Bei einem Grubenunglück im Nordosten des Landes sterben mindestens 92 Bergmänner. Weitere 21 Arbeiter werden vermisst.[80]
- Washington, D.C. / Vereinigte Staaten: Der Senat beschließt mit 3/5-Mehrheit den Gesetzesentwurf zur Reform des Gesundheitssystems auf die Tagesordnung zu setzen.[81]

### Sonntag, 22. November 2009
- Bukarest/Rumänien: Bei der Präsidentschaftswahl erringen der Amtsinhaber Traian Băsescu von der bürgerlich orientierten PD-L und der Sozialdemokrat Mircea Geoană die meisten Stimmen, ohne die absolute Mehrheit zu erreichen. Beide werden sich am 6. Dezember 2009 in einer Stichwahl gegenüberstehen.[82]
- Guwahati/Indien: Bei Bombenanschlägen im Bundesstaat Assam werden fünf Menschen getötet und mehr als 25 weitere verletzt.[83]
- Mücheln/Deutschland: Ein 3.000 Jahre alter Schatz bestehend aus Bronzeschmuck, einem menschlichen Schädel und Knochenteilen wird im Ortsteil Wünsch geborgen.[84]
- New South Wales / Australien: Dutzende Buschbrände wüten im Osten des Landes außer Kontrolle und bedrohen Häuser und Siedlungen.[85]
- Sumatra/Indonesien: Vor der Insel sinkt eine Fähre mit 213 Passagieren und 13 Besatzungsmitgliedern.[86]

### Montag, 23. November 2009

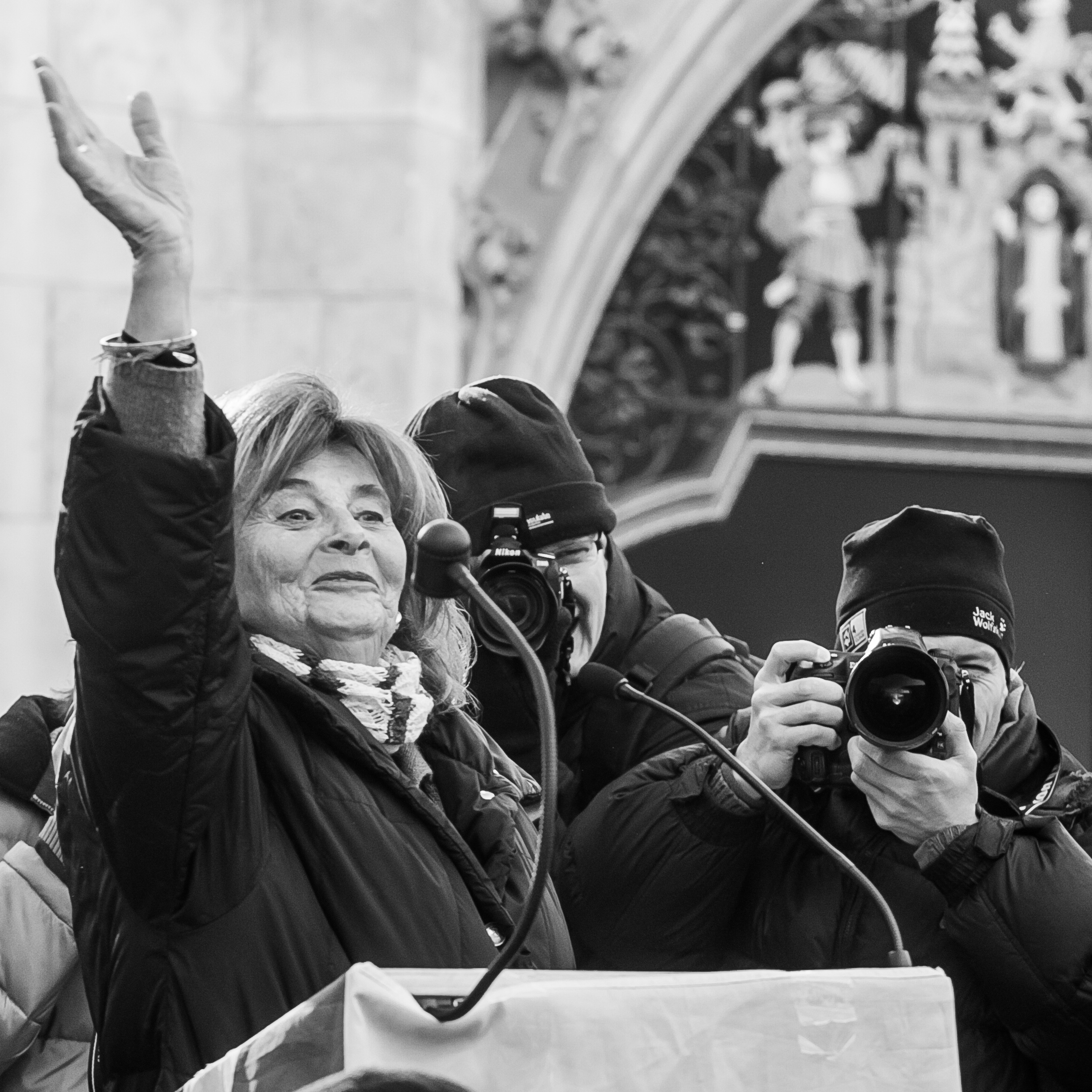
Charlotte Knobloch

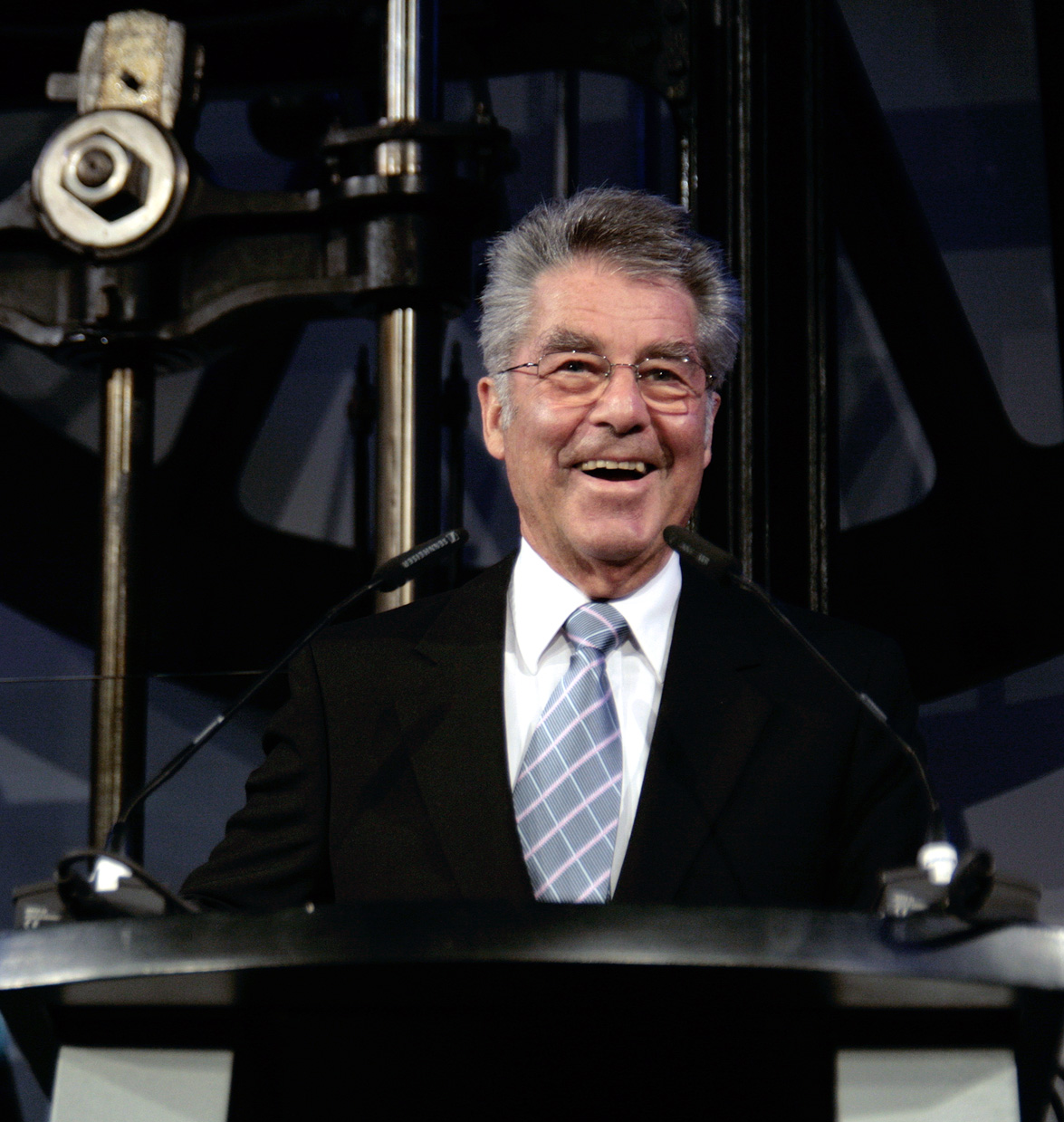
Heinz Fischer

- Brüssel/Belgien: In einem Spitzentreffen der Europäischen Union wird über die Zukunft Opels und zukünftige Staatshilfen entschieden.[87]
- Jerusalem/Israel: Bundesaußenminister Guido Westerwelle besucht in Begleitung der Vorsitzenden des Zentralrats der Juden in Deutschland, Charlotte Knobloch, zum Auftakt seines Antrittsbesuchs die Holocaust-Gedenkstätte Yad Vashem und legt zum Gedenken an die sechs Millionen ermordeten Juden einen Kranz nieder und entzündet die Gedenkflamme.[88]
- Maguindanao/Philippinen: Bei einem Massaker in der Provinz Maguindanao werden mindestens 57 Menschen getötet, als eine bewaffnete Gruppe mit Verbindungen zu einem einflussreichen Lokalpolitiker Geiseln nimmt.[89]
- Pisa/Italien: Ein militärisches Transportflugzeug vom Typ Lockheed C-130 zerschellt bei Flugübungen am Boden und geht in Flammen auf, fünf Menschen kommen ums Leben.[90]
- Uljanowsk/Russland: Bei einer Explosion in einem Munitionslager sterben mindestens acht Soldaten.[91]
- Wien/Österreich: Bundespräsident Heinz Fischer gibt bekannt, für die Bundespräsidentenwahl am 25. April 2010 zu kandidieren.[92]

### Dienstag, 24. November 2009

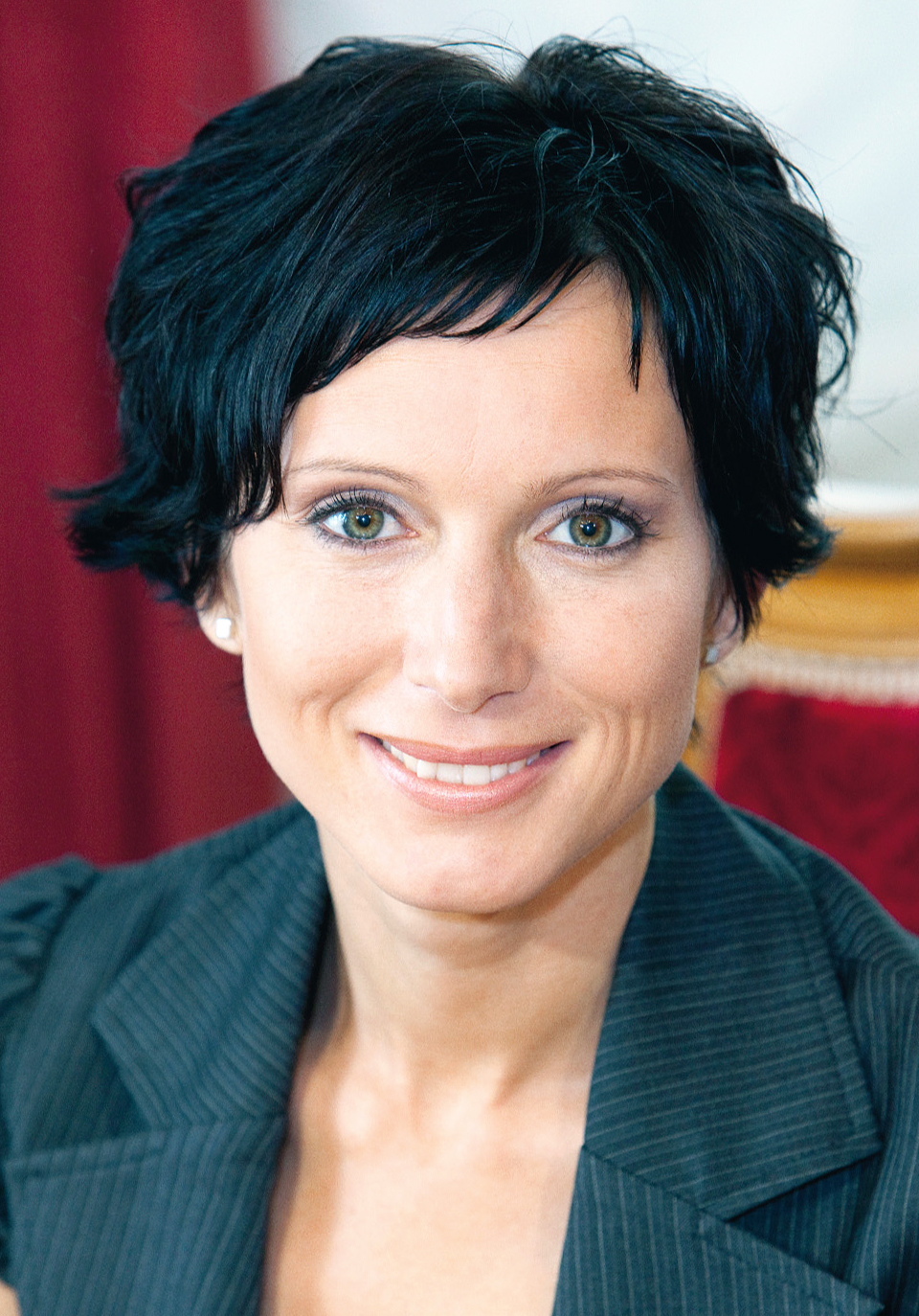
Pascale Bruderer

- Bern/Schweiz: Pascale Bruderer wird zur Präsidentin des Nationalrates und Erika Forster-Vannini zur Präsidentin des Ständerates gewählt.[93]
- Berlin/Deutschland: Opel befindet sich wieder vollständig im Besitz des Mutterkonzerns General Motors, der den deutschen Überbrückungskredit für die Tochter komplett zurückzahlt.[94]
- Chost/Afghanistan: Bei einem Attentat werden zehn Zivilisten getötet.[95]
- Cotonou/Benin: Vor der Küste des Landes greifen Piraten den Öltanker „Cancale Star“ an, der einer deutschen Reederei gehört. Die Angreifer töten dabei einen ukrainischen Ingenieur.[96]
- Genf/Schweiz: Der Teilchenbeschleuniger LHC am Europäischen Kernforschungszentrum CERN wird nach mehrmonatigen Reparaturarbeiten erfolgreich wieder hochgefahren.[97]
- Islamabad/Pakistan: Aufständische zerstören vier Tanklastzüge mit Brennstoff für die ausländischen Truppen in Afghanistan. Ein Fahrer der Tanklastwagen wird dabei getötet, nach dem Angriff, zu dem es an der Grenze der Provinzen Belutschistan und Sindh kommt, werden Transporte für die ausländischen Streitkräfte auf dieser Route vorübergehend ausgesetzt.[98]
- Köln/Deutschland: Tanja O. wird wegen versuchten Amoklaufs und versuchter Körperverletzung zu fünf Jahren Haft verurteilt. Die Schülerin beging am 11. Mai 2009 ein Attentat mit Molotowcocktails auf das Sankt Augustiner Albert-Einstein-Gymnasium.[99]
- Madrid/Spanien: Die Polizei deckt ein Dopingnetz auf und nimmt mehrere Ärzte und Apotheker fest, die verbotene Mittel wie EPO und Wachstumshormone an Sportler verabreicht hätten.[100]
- Netanja/Israel: Bei einem Hubschrauberunglück vor der Küste des Landes kommen mindestens vier Touristen ums Leben.[101]
- New York / Vereinigte Staaten: Der Verkauf der schwedischen General-Motors-Tochter Saab scheitert.[102]
- New York / Vereinigte Staaten: Bei der Verleihung der internationalen Emmy-Awards wird mit dem dreiteiligen Drama „Die Wölfe“ des ZDF eine deutsche Fernsehproduktion mit einem Preis bedacht.[103]
- Potsdam/Deutschland: Alt-Bundeskanzler Helmut Kohl (CDU) wird mit einem „Millennium-Bambi“ geehrt. Auch Sänger und Schauspieler Johannes Heesters erhält kurz vor seinem 106. Geburtstag die Auszeichnung.[104][105]

### Mittwoch, 25. November 2009
- Abu Dhabi / Vereinigte Arabische Emirate: Die Regierung Dubais verfügt einen Zahlungsaufschub für die Holding Dubai World und deren Tochterfirma Nakheel. Die durch die Finanzkrise unter Druck geratenen Unternehmen müssen ein halbes Jahr lang keine Schulden bedienen.[106]
- Argentinien, Brasilien, Uruguay: Nach heftigen Regenfällen kommt es in Brasilien, Argentinien und Uruguay zu gewaltigen Überflutungen, mindestens zwölf Menschen kommen dabei ums Leben, 20.000 Menschen fliehen vor den Wassermassen aus ihren Häusern und Dörfern.[107]
- Brüssel/Belgien: Yves Leterme wird als Nachfolger von Herman Van Rompuy, dem designierten Präsidenten des Europäischen Rates, zum Premierminister Belgiens ernannt.[108]
- Lausanne/Schweiz: Der Internationale Sportgerichtshof bestätigt die Sperre der fünfmaligen Eisschnelllauf-Olympiasiegerin Claudia Pechstein wegen Dopings.[109]
- Mogadischu/Somalia: Zwei vor mehr als einem Jahr entführte Journalisten, die Kanadierin Amanda Lindhout und der Australier Nigel Brennan, werden freigelassen.[110]
- Stuttgart/Deutschland: Experten des Internationalen Rates für Denkmalpflege als Beratungsgremium der UNESCO empfehlen die Aufnahme des Stuttgart Hauptbahnhofes, der nach den Plänen der Landesregierung im Rahmen des umstrittenen Projektes Stuttgart 21 teilweise abgerissen werden sollte, ins UNESCO-Weltkulturerbe.[111]
- Tegucigalpa/Honduras: Übergangs-Staatschef Roberto Micheletti legt wie angekündigt sein Amt nieder; bis zu den Präsidentschaftswahlen wird das Land von einem hohen Beamten regiert.[112]

### Donnerstag, 26. November 2009

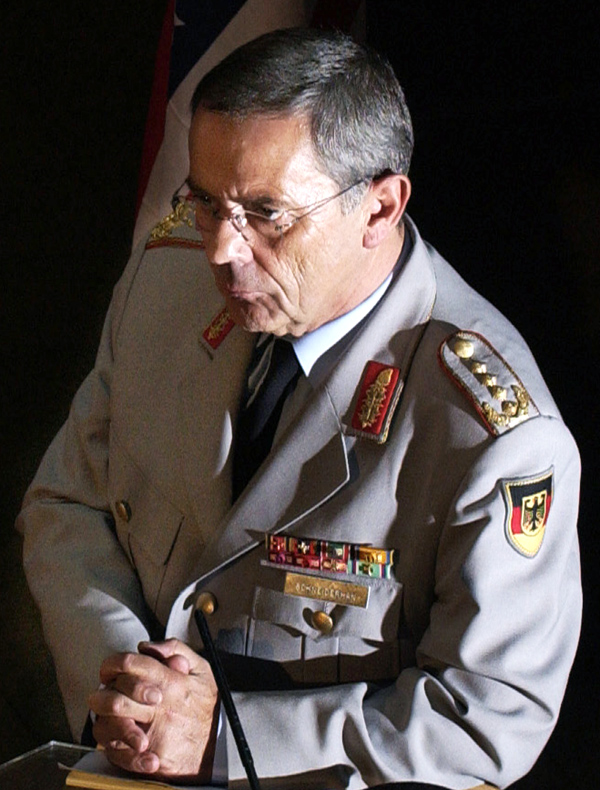
Wolfgang Schneiderhan (2005)

- Berlin/Deutschland: Der Generalinspekteur der Bundeswehr, Wolfgang Schneiderhan, wird von Verteidigungsminister Karl-Theodor zu Guttenberg von seinen Aufgaben entbunden. Er reagiert damit auf die Vorwürfe, dass das Verteidigungsministerium Informationen über zivile Opfer bei dem Luftangriff auf zwei Tanklastwagen bei Kundus verheimlicht habe. Staatssekretär Peter Wichert wird ebenfalls vom Dienst entbunden.[113]
- Ménaka/Mali: Der 61-jährige Pierre Kamatte, Mitarbeiter einer Hilfsorganisation, wird von bewaffneten Kidnappern entführt.[114]
- Pécs/Ungarn: Bei einem Amoklauf eines 23-jährigen an der Universität Pécs wird ein Student getötet und drei weitere Menschen schwer verletzt.[115]
- Riad/Saudi-Arabien: Ein heftiges Unwetter reißt in der Umgebung der Städte Dschidda und Mekka 70 Menschen in den Tod.[116]

### Freitag, 27. November 2009
- Berlin/Deutschland: Im Zuge der Affäre um den Bundeswehrangriff auf zwei Tanklastzüge bei Kundus tritt Bundesarbeitsminister Franz Josef Jung (CDU) von seinem Amt zurück. Zum Zeitpunkt des Angriffs war Jung noch Bundesverteidigungsminister gewesen. Nach seinem Rücktritt steht mit Ursula von der Leyen eine Nachfolgerin fest, die von Kristina Köhler abgelöst wird.[117][118]
- Bologoje/Russland: Bei einem Terroranschlag auf einen Zug kommen mindestens 39 Menschen ums Leben und mindestens 100 weitere werden verletzt.[119]
- Windhoek/Namibia: Präsidentschafts- und Parlamentswahlen[120]

### Samstag, 28. November 2009
- Bhola Island/Bangladesch: Im Hafen kentert eine Fähre, wobei alle 28 Passagiere ertrinken.[121]
- Bochum/Deutschland: Mit dem Mannschaftskapitän des SC Verl, Patrick Neumann, gesteht der erste Profi die Manipulation eines Spieles im Fußball-Wettskandal 2009.[122]
- Fort-de-France/Martinique: Der ehemalige französische Tourismusminister Léon Bertrand wird wegen Verdacht auf Korruption festgenommen.[123]
- Kinshasa/DR Kongo: Bei einem Schiffsunglück kommen 73 Menschen ums Leben.[124]
- Shanghai/China: Auf dem Shanghai Pudong International Airport stürzt ein Frachtflugzeug des Typs SMJ 324 aus Simbabwe mit sieben Besatzungsmitgliedern an Bord ab.[125]
- Windhoek/Namibia: Präsidentschafts- und Parlamentswahlen[120]
- Zhenxing/China: Bei einer Gasexplosion in einem Kohlebergwerk im Südwesten des Landes kommen zehn Bergleute ums Leben.[126]

### Sonntag, 29. November 2009

Ergebnis der Volksabstimmung gegen Minarettneubauten

Das Jahr der Stille beginnt am 1. Advent

- Bern/Schweiz: Die Volksinitiative zum Verbot neuer Minarette wird entgegen den Prognosen mit einer Mehrheit von 57,5 % der Stimmen angenommen.[127]
- Deutschland, Schweiz: Die Initiative Jahr der Stille 2010 beginnt zeitgleich mit dem neuen Kirchenjahr. Sie soll der Hinwendung zu Gott dienen.
- Malabo/Äquatorialguinea: Der seit über 30 Jahren regierende Präsident Teodoro Obiang Nguema Mbasogo wird bei der umstrittenen Wahl mit 95,4 Prozent der Wählerstimmen im Amt bestätigt.[128]
- Montevideo/Uruguay: Der frühere Guerillero José Mujica gewinnt nach inoffiziellen Prognosen die Stichwahl um das Präsidentenamt klar.[129]
- Parkland / Vereinigte Staaten: Ein noch unbekannter Heckenschütze erschießt in einem Café vier Polizisten.[130]
- Tegucigalpa/Honduras: Der Kandidat der rechtsgerichteten Partido Nacional, Porfirio Lobo Sosa, gewinnt laut Nachwahlbefragungen die Präsidentschaftswahl klar.[131]
- Trinidad und Tobago: Die Staatengemeinschaft des Commonwealth of Nations gibt auf ihrem Gipfeltreffen den Beitritt Ruandas bekannt. Das Land ist damit neben Mosambik der einzige Mitgliedstaat ohne vorhergehende koloniale Beziehungen zum Vereinigten Königreich.[132]

### Montag, 30. November 2009
- Aachen/Deutschland: Die Polizei nimmt im Aachener Stadtteil Brand einen mutmaßlichen Mehrfachmörder fest. Der 51-jährige Osteuropäer soll in den 1990er Jahren mehrere Morde begangen oder in Auftrag gegeben haben.[133]
- Ciudad Juárez/Mexiko: Bei dem blutigen Drogenkrieg rivalisierender Banden werden am vergangenen Wochenende 17 Menschen ermordet.[134]
- Genf/Schweiz: Der größte Teilchenbeschleuniger der Welt beschleunigt Protonen auf die bisher unerreichte Energie von 1,18 Billionen Volt und stellt damit einen Weltrekord auf.[135]
- München/Deutschland: Prozessbeginn vor dem Landgericht München II gegen den Ukrainer John Demjanjuk wegen Beihilfe zum Mord in 27.900 Fällen. Er war im Zweiten Weltkrieg Wachmann im Vernichtungslager Treblinka.[136]
- Potsdam/Deutschland: Die Abgeordnete der Linkspartei, Gerlinde Stobrawa, tritt nach Stasi-Vorwürfen vom Posten der Vizepräsidentin des Brandenburger Landtages zurück.[137]
- Straße von Georgia/Kanada: Nach dem Absturz eines Wasserflugzeugs vor der Westküste von British Columbia werden sechs Personen vermisst.[138]

## Weblinks

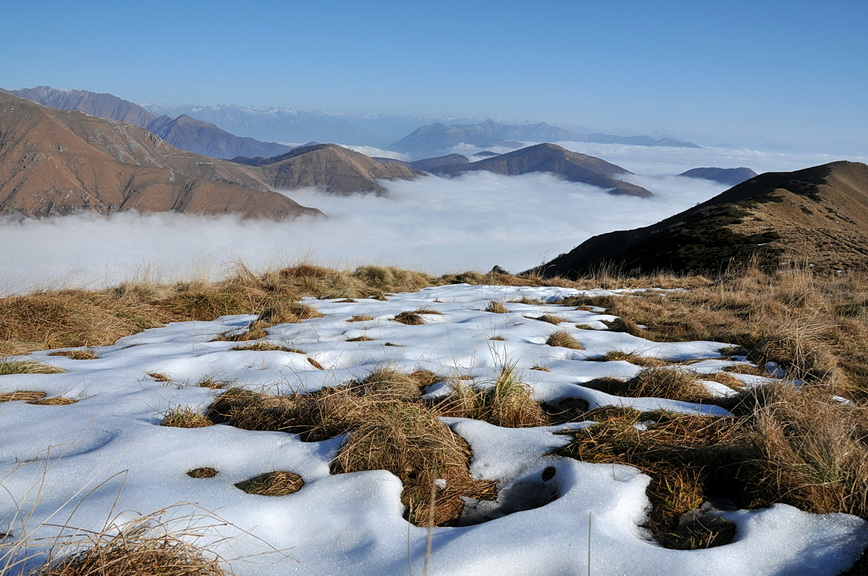
Italien im November 2009